# Lasius creightoni
Lasius creightoni es una especie de hormiga perteneciente al género Lasius, anteriormente parte del género (ahora un subgénero) Acanthomyops. Descrita en 1968 por Wing, la especie es originaria de los Estados Unidos.